# Kevin Corrigan
Pour les articles homonymes, voir Corrigan.
Kevin Corrigan est un acteur et scénariste américain, né le 27 mars 1969 dans le Bronx (New York).

## Biographie

### Jeunesse et formation
Kevin Fitzegerald Corrigan est né le 27 mars 1969 et a grandi dans le Bronx (New York). Il est d'ascendance irlandaise par son père et portoricaine par sa mère.
Après des études et une formation d'art dramatique au très réputé Lee Strasberg Theatre and Film Institute, il décroche ensuite des petits rôles.

### Carrière

#### Au cinéma
En 1989, il commence sa carrière d'acteur dans le film Le Carrefour des Innocents (Lost Angels), avec Donald Sutherland et Adam Horovitz.
En 1990, il obtient un petit rôle dans le film Les Affranchis, jouant le frère de Ray Liotta. 
Dans les années 1990, il se construit une solide réputation dans le milieu des films indépendants en jouant des rôles parfois ingrats, comme celui du copain simplet de Vincent Gallo dans Buffalo '66,. Il a aussi été vu dans le film True Romance, Ça tourne à Manhattan ou encore Mariage ou Célibat.
Il s'est ensuite dirigé vers l'écriture, en écrivant le script du film Kicked in the Head, avec entre autres Michael Rapaport et produit par Martin Scorsese, le film a reçu de mauvaise critiques et n'a pas bien marché au box-office.

#### À la télévision
Kevin Corrigan s'est fait vraiment connaître avec son rôle d'Eddie Finnerty dans la série télévisée Parents à tout prix. Après la fin des cinq saisons de la série, il a continué à faire des apparitions, notamment dans un autre film de Martin Scorsese Les Infiltrés, en tant que cousin dealer de drogues de Leonardo DiCaprio. À la suite du succès du film, il apparaît dans un plus grand nombre de blockbusters, tel que Super Grave ou encore Délire express et American Gangster de Ridley Scott.

### Vie privée
Kevin Corrigan est connu pour sa discrétion sur sa vie privée, mais il partage parfois des instants de sa vie de famille lors d'interviews.
Le 10 mars 2001, il épouse l'actrice Elizabeth Berridge, rencontré sur le tournage du film indépendant Broke Even. Ils ont une fille qui se prénomme Sadie Rose Corrigan. Son mariage durable est souvent cité comme l'une des réussites d'Hollywood.

## Filmographie

### Cinéma

#### Longs métrages
- 1989 : Le Carrefour des Innocents (Lost Angels) de Hugh Hudson : Gata
- 1990 : Men Don't Leave de Paul Brickman : Mike
- 1990 : L'Exorciste, la suite (The Exorcist III: Legion) : Altar Boy
- 1990 : Les Affranchis (Goodfellas) : Michael Hill
- 1991 : Un bon flic (One Good Cop) : Clifford
- 1991 : Billy Bathgate : Arnold
- 1992 : Zebrahead : Dominic
- 1992 : Jumpin' at the Boneyard : Morty
- 1993 : True Romance : Marvin
- 1993 : Le Saint de Manhattan (The Saint of Fort Washington) : Peter
- 1994 : The Last Good Time : Frank
- 1994 : Rhythm Thief : Fuller
- 1995 : An Eviction Notice
- 1995 : Ça tourne à Manhattan (Living in Oblivion) : l'assistant caméra
- 1995 : Bad Boys : Elliot
- 1995 : Kiss of Death : Kid Selling Infinity
- 1995 : Drunks : Cam
- 1996 : Mariage ou Célibat (Walking and Talking) : Bill
- 1996 : Bandwagon : Wynn Knapp
- 1996 : Le Porteur de cercueil (The Pallbearer) : A Pallbearer
- 1996 : Trees Lounge : Matthew
- 1996 : Illtown : Francis (Cisco)
- 1997 : Kicked in the Head : Redmond
- 1997 : Henry Fool : Warren
- 1998 : Buffalo '66 : Rocky the Goon (non crédité)[n 2],[3]
- 1998 : Les Taudis de Beverly Hills (Slums of Beverly Hills) : Eliot Arenson
- 1998 : Lulu on the Bridge : l'homme au pistolet
- 1998 : Brown's Requiem : Walter
- 1999 : Roberta : Jonathan Fishman
- 1999 : Coming Soon de Colette Burson (en) : Sid
- 1999 : Detroit Rock City : le mécanicien no 1
- 2000 : Steal This Movie : Jerry Rubin
- 2000 : Broke Even de David Feldman : Dot
- 2000 : Chain of Fools : Paulie Haas
- 2001 : Scotland, Pa. : Anthony « Banko » Banconi
- 2001 : See Jane Run : Frank
- 2001 : Chelsea Walls : Crutches
- 2001 : American Saint : Miles Hottonian
- 2003 : When Zachary Beaver Came to Town : Paulie
- 2004 : Wake Up, Ron Burgundy: The Lost Movie : Paul Hauser[n 3]
- 2005 : Lonesome Jim : Tim
- 2005 : Sexual Life : Phil
- 2005 : Break a Leg : J. D.
- 2005 : Pour le meilleur ou pour le pire (The Honeymooners) : Larry, le chauffeur de bus
- 2006 : Champions : Derrick
- 2006 : The Last Winter : Motor
- 2006 : Le Meilleur Ami de l'homme (The Dog Problem) : Benny
- 2006 : Les Infiltrés (The Departed) de Martin Scorsese : le cousin Sean
- 2006 : Delirious : Ricco
- 2006 : Feel : Tony
- 2007 : On the Road with Judas : J. J. Lask
- 2007 : Goodbye Baby : Randy
- 2007 : SuperGrave (Superbad) de Greg Mottola : Mark
- 2007 : American Gangster de Ridley Scott  : Campizi
- 2008 : Un jour, peut-être (Definitely, Maybe) d'Adam Brooks : Simon
- 2008 : The Toe Tactic : Hector Freegood
- 2008 : RSO (Registered Sex Offender) : Grabok
- 2008 : Délire Express (Pineapple Express) de David Gordon Green : Budlofsky
- 2008 : Une nuit à New York (Nick and Norah's Infinite Playlist) : l'homme dans le port
- 2009 : Hit and Run : Timothy Emser[n 3]
- 2009 : Big Fan : Sal
- 2009 : 2B : Clayton Konroy
- 2009 : The Mother of Invention : Anton Pupkin
- 2009 : Harmony and Me : Carlos
- 2009 : Shoot : Davis
- 2009 : Today's Special : Stanton
- 2010 : La Beauté du geste (Please Give) : Don
- 2010 : Circus Maximus : Peter
- 2010 : Unstoppable de Tony Scott : l'inspecteur Werner
- 2010 : Les Trois Prochains Jours (The Next Three Days) de Paul Haggis : Alex
- 2011 : Le Chaperon (ou Papa, ses embrouilles et moi) (The Chaperone) de Stephen Herek : Phillip Larue[n 3]
- 2011 : Some Guy Who Kills People : Ken Boyd
- 2011 : Slacker 2011 : Papa schtroumpf
- 2011 : Ponies : Wallace
- 2012 : Funeral Kings : Iggy Vannucci
- 2012 : Somebody Up There Likes Me : le mémorial de l'homme
- 2012 : Supporting Characters : Adrian
- 2012 : Revenge for Jolly! : Tony
- 2012 : The Dictator de Larry Charles : Slade, le vendeur kleptomane
- 2012 : Brutal : la tête
- 2012 : Sept psychopathes (Seven Psychopaths) de Martin McDonagh : Dennis
- 2013 : Tuna : Dennis
- 2014 : Un amour d'hiver (Winter's Taled) d'Akiva Goldsman : Romeo Tan
- 2014 : The Unlovables : Clive
- 2014 : Sweets : Hugo
- 2014 : Knight of Cups de Terrence Malick : Gus
- 2014 : Wild Canaries de Lawrence Michael Levine : Anthony
- 2014 : The Last Beat de Robert Saitzyk : Martin
- 2016 : Un mec ordinaire (Ordinary World) de Lee Kirk : Pete[n 3]
- 2020 : Lost Girls de Liz Garbus : Joe Scalise
- 2022 : Rendez-vous hier (Meet Cute) d'Alex Lehmann : Phil, le barman
- 2022 : American Murderer (en) de Matthew Gentile : David Brown, Sr.

#### Courts métrages
- 1993 : Family Remains : Max
- 1994 : American Standoff : l'homme
- 1995 : An Eviction Notice : ?
- 1997 : Revelation : ?
- 1999 : Love Bites : Barrett
- 2009 : The New Tenants : Zelko
- 2010 : Stuff de Frank Sisti, Jr. : Felix[n 4]
- 2011 : Moves: The Rise and Rise of the New Pornographers : Dan Bejar
- 2012 : and/or : ? (voix)
- 2012 : Two People He Never Saw : Harry
- 2012 : Just Like a Bird : l'homme
- 2013 : Ice : Ronnie

### Télévision

#### Téléfilms
- 1991 : Dead and Alive: The Race for Gus Farace : ?
- 1997 : Subway Stories: Tales from the Underground (en)' : l'écrivain (segment The Red Shoes)
- 2003 : Sick in the Head : ?

#### Séries télévisées
- 1989 : ABC Afterschool Specials : Erik (saison 17, épisode 4)
- 1989-1991 : Superboy : le garde de la sécurité (saison 2, épisode 1) / le ranger (saison 3, épisode 11) / Mel Stuart (saison 4, épisode 6)
- 1990 : CBS Schoolbreak Special : Gary (saison 7, épisode 2)
- 1996-1997 : Pearl : Franklin « Frankie » Spivak (22 épisodes)
- 1998 : Homicide (Homicide: Life on the Street) : Carl Curtis (saison 6, épisode 22)
- 2000 : Freaks and Geeks : Toby (saison 1, épisode 7)
- 2001-2005 : Parents à tout prix (Grounded for Life) : Eddie Finnerty (91 épisodes)
- 2003 : Le Justicier de l'ombre (Hack) : Brad Pierson (saison 1, épisode 12)
- 2006 : New York, unité spéciale : Jeffrey Sobchak (saison 7, épisode 5)
- 2007 : The Black Donnellys : Whitey (6 épisodes)
- 2009 : Médium (Medium) : David Brewer (saison 5, épisode 3)
- 2009 : New York, police judiciaire : Ronny Aldridge (saison 19, épisode 15)
- 2009 : Damages : Finn Garrity (4 épisodes)
- 2009 : Californication : Mike « Zloz » Zlozowski (saison 3, épisode 5)
- 2009 : Mercy Hospital (Mercy) : Gerard (2 épisodes)
- 2009-2011 : Fringe : Sam Weiss (7 épisodes)
- 2010 : New York, unité spéciale : Flossy (saison 11, épisode 22)
- 2010-2011 et 2014 : Community : le professeur Sean Garrity (3 épisodes)
- 2011 : Les Experts : Miami : Patrick Clarkson (saison 9, épisode 18)
- 2012 : Made in Jersey : Curran Papke (saison 1, épisode 6)
- 2012-2013 : The Mob Doctor : Titus Amato (4 épisodes)
- 2012-2013 : Mentalist (The Mentalist) : agent Robert « Bob » Kirkland (saisons 5 et 6, 7 épisodes)
- 2013 : Men at Work : Darryl (saison 2, épisode 10)
- 2013 : La Diva du divan (Necessary Roughness) : William Glass (saison 3, épisode 6)
- 2015 : Public Morals : Smitty (6 épisodes)
- 2016 : Portlandia : Kevin (saison 6, épisode 8)
- 2016 : Sublets : Davey (saison 1, épisode 8)
- 2016-2017 : The Get Down : Jackie Moreno (9 épisodes)
- 2016-2017 : Dice : Milkshake (13 épisodes)
- 2017 : Blue Bloods : Jimmy Pearson (2 épisodes)
- 2018 : Cameron Black : L'Illusionniste : le détenu (saison 1, épisode 3)
- 2018 : Bull : Rick Brown (saison 2, épisode 19)

## Voix françaises
En France, Stéphane Marais et Bertrand Liebert sont les voix françaises les plus régulières en alternance de Kevin Corrigan.